# Alois Schardt (Kunsthistoriker)
Alois Jakob Schardt (* 28. Dezember 1889 in Frickhofen, Kreis Limburg; † 24. Dezember 1955 in Los Alamos, New Mexico) war ein deutscher Kunsthistoriker und Museumsleiter, der sich insbesondere mit der Kunst des Expressionismus befasste und diese förderte. Er war von 1926 bis 1936 Direktor des Städtischen Museums Moritzburg in Halle (Saale), wo er die Sammlung moderner Kunst erheblich erweiterte. Von Juli bis November 1933 leitete er kommissarisch die Berliner Nationalgalerie, wo er die Ausstellung der Neuen Abteilung im Kronprinzenpalais umgestaltete. Schardt geriet aber – obwohl selbst NSDAP-Mitglied – in Konflikt mit der nationalsozialistischen Kunstpolitik und emigrierte 1939 in die USA.

## Leben
Alois Schardt war Sohn eines Landwirts. Er leistete nach dem Abitur zunächst einen einjährigen freiwilligen Militärdienst und studierte anschließend von 1911 bis 1914 in Marburg, Münster, Berlin und Würzburg Philosophie, Germanistik, Kunstgeschichte und Archäologie. Nachdem er im Ersten Weltkrieg nach der Marneschlacht einen Nervenzusammenbruch erlitten hatte, war er von 1914 bis 1916 Reserveoffizier und wurde schließlich als dienstuntauglich entlassen. Am 7. Juli 1916 heiratete er die Schauspielerin Mary Dietrich in Berlin. 1917 wurde er in Würzburg zum Dr. phil. promoviert. Nach dem Krieg war er bis 1920 wissenschaftlicher Hilfsarbeiter an der ägyptischen Abteilung der Staatlichen Museen Berlin, dann kurze Zeit am Kaiser-Friedrich-Museum-Berlin und von 1920 bis 1923 in derselben Funktion an der Nationalgalerie Berlin.
Noch 1923 zog er mit seiner damaligen Frau nach Hellerau bei Dresden, um die Leitung der reformpädagogischen Neuen Schule Hellerau zu übernehmen. Während seiner Zeit in Hellerau erarbeitete Schardt eine Ausstellung expressionistischer Kunst, die er im Sommer 1925, begleitet von selbst gehaltenen kunsthistorischen Vorträgen, im Festspielhaus Hellerau präsentierte. Die Neue Schule Hellerau musste aufgrund der schlechten allgemeinen Wirtschaftslage 1925 schließen.
1926 wurde er als Nachfolger Max Sauerlandts Direktor des Städtischen Museums für Kunst und Kunstgewerbe auf der Moritzburg in Halle (Saale), wo er eine der bedeutendsten Sammlungen moderner Kunst aufbaute. 1930 ernannte ihn die Universität Halle zum Honorarprofessor für Museumskunde und Kunstgeschichte.
Nach der Machtergreifung der Nationalsozialisten wurde Ludwig Justi im Juli 1933 als Direktor der Berliner Nationalgalerie entlassen und Schardt als Nachfolger zum Direktor der Neuen Abteilung im Kronprinzenpalais ernannt. Er schien den zuständigen Stellen im preußischen Kultusministerium für diesen Posten zunächst geeignet, da er einerseits ein ausgewiesener Kenner des Expressionismus und andererseits in Halle nicht nur ein führendes Mitglied im nationalsozialistischen Kampfbund für deutsche Kultur, sondern auch seit Mai 1933 der NSDAP beigetreten war (Mitgliedsnummer 3.492.038). Zwischen den Bemühungen, den Expressionismus, insbesondere den der Brücke, zur Staatskunst durchzusetzen und den heftigen Angriffen der völkischen Propaganda gegen die moderne Kunst sollte er eine Vermittlerrolle einnehmen. Schardt hatte sich schon früh mit 'rassischen' Eigenarten in der Kunst beschäftigt und versuchte den 'nordischen' Expressionismus im völkischen Sinne als Fortsetzung gotischer und romantischer deutscher Kunst zu verteidigen. Er stand damit den Ideologen der Nationalsozialisten nahe, erschien aber im Wesentlichen unpolitisch und naiv-überzeugt.
Schardt versuchte die Angriffsfläche im Kronprinzenpalais durch Kompromisse in der Hängung zu verringern, hatte aber letztlich keinen Erfolg: Nachdem eine erste Umhängung von Kultusminister Rust abgelehnt worden war, wurde jetzt das Untergeschoss den Romantikern wie Caspar David Friedrich, Blechen und Runge, das Mittelgeschoss Marées, Feuerbach u. a. überlassen und nur im Obergeschoss waren, als Höhepunkt des 'deutschen Kunstwollens' (nach Schardt), die Expressionisten ausgestellt: Emil Nolde, Ernst Barlach, Franz Marc, Oskar Kokoschka, Wilhelm Lehmbruck, die Brücke und Der Blaue Reiter. Alle ausgestellten Künstler hatten einen sog. „Ariernachweis“ zu erbringen. Die Werke der Neuen Sachlichkeit wurden ins Prinzessinnenpalais ausgelagert, viele Expressionisten aus der Schausammlung entfernt. Trotz der Umkonzeption wurde Schardt schon am 20. November 1933 entlassen, nachdem ihm bereits vorher ein Verbot, öffentlich zu reden oder zu schreiben, erteilt worden war.
1934 ging er wieder nach Halle und arbeitete an einer Monographie über Franz Marc, die mit Marcs erstem Werkverzeichnis ausgestattet war, das er zusammen mit seiner Frau und Marcs Witwe, Maria Marc, verfasste und noch 1936 in Berlin herausbrachte. Es enthält 224 Ölgemälde, 374 Bilder in Tempera-, Aquarell- und Mischtechnik, 129 Zeichnungen, 45 Zeichnungen und Aquarelle auf Postkarten, 32 Skizzenbücher, 17 Lithographien, 21 Holzschnitte, 10 Plastiken, 41 kunstgewerbliche Arbeiten und 3 Kopien.  Nach einer Eröffnungsrede zu einer Marc-Gedächtnis-Ausstellung in der Berliner Galerie Nierendorf wurde er 1936 verhaftet und bat anschließend um die Versetzung in den Ruhestand. 1937 wurde ihm auch die Lehrerlaubnis entzogen, und er war bis 1939 nur noch schriftstellerisch tätig. Als er im selben Jahr mit der Familie nach Los Angeles reiste, um dort eine (nie eröffnete) Propagandaausstellung vorzubereiten, kehrte er nicht mehr nach Deutschland zurück und arbeitete zunächst als Sprachlehrer, Kulissenbauer und Vortragsredner. 1946 wurde er Direktor des Art Department der Olive Hill Foundation und lehrte am Marymount College der University of Southern California.

## Schriften (Auswahl)
- Der menschliche Ponderationstypus: seine Bedeutung für die Kunst insbesondere für die ägyptische und griechische Plastik 1922 (Würzburg, Univ., Diss., 1917).
- Das Email als künstlerisches Ausdrucksmittel. Verlag Kreis der Städte, Halle / Saale 1932 (Schriftenreihe des Verbandes zur Förderung der Museumsinteressen in der Provinz Sachsen und im Freistaat Anhalt e. V.; 2).
- Das hallische Stadtbild: seine künstlerische Wiedergabe in Vergangenheit und Gegenwart. Gebauer-Schwetschke, Halle/Saale 1932 (Der Rote Turm; 12).
- Wesensmerkmale der deutschen bildenden Kunst. Halle 1933.
- Franz Marc. Rembrandt-Verlag, Berlin 1936 (Die Zeichner des Volks; 11) (Werkverzeichnis: S. 161–175).
- Das Initial. Phantasie und Buchstabenmalerei des frühen Mittelalters. Rembrandt-Verlag, Berlin 1938 (Kunstbücher des Volkes; 25).Online
- Die Kunst des Mittelalters in Deutschland. Rembrandt-Verlag, Berlin 1943 (doi:10.14463/KXP:1669392732).